# Minicia floresensis
Espèce
Synonymes
- Minicia picoensis Wunderlich, 1992

Minicia floresensis est une espèce d'araignées aranéomorphes de la famille des Linyphiidae.

## Distribution
Cette espèce est endémique des Açores au Portugal. Elle se rencontre à Flores, à Pico, à São Jorge, à Terceira et à São Miguel.

## Étymologie
Son nom d'espèce, composé de flores et du suffixe latin -ensis, « qui vit dans, qui habite », lui a été donné en référence au lieu de sa découverte, Flores.

## Publication originale
- Wunderlich, 1992 : Die Spinnen-Fauna der Makaronesischen Inseln: Taxonomie, Ökologie, Biogeographie und Evolution. Beiträge zur Araneologie, vol. 1, p. 1-619.